# Rita Volk
Margarita Volkovinskaya (Taskent, 3 de septiembre de 1990), conocida profesionalmente como Rita Volk, es una actriz y modelo estadounidense conocida por su papel como Amy Raudenfeld en la exitosa serie de comedia romántica de MTV Faking It.

## Primeros años
Nacida en Tashkent, Uzbekistán, Rita Volk se mudó a San Francisco con su familia cuando tenía 6 años de edad. Abordada por un buscador de modelaje, a Volk se le ofreció hacer audiciones para anuncios comerciales y de inmediato se enamoró del mundo de la interpretación.
Durante la escuela secundaria, Volk actuó en obras escolares y exploró su incipiente amor por el cine que, como ella afirma, también le ayudó en este aspecto. Además su familia se adaptó a la lengua y a la cultura estadounidense. Después de la secundaria, Volk asistió a la Universidad de Duke, donde se graduó con un título en psicología/premedicina. Sin embargo, ella nunca perdió de vista su pasión por actuar: actuó en las películas de estudiantes y también fue miembro de Inside Joke, el grupo de comedia de la universidad.

## Vida personal
Volk habla fluidamente el ruso e inglés, y actualmente mantiene una relación con el actor Jamie Kennedy. 

## Filmografía
| Año       | Título             | Papel            | Notas                         |
| --------- | ------------------ | ---------------- | ----------------------------- |
| 2012      | Rizzoli & Isles    | Lea Babic        | Episodio: "Cuts Like A Knife" |
| 2013      | Major Crimes       | Briana Mathis    | Episodio: "Backfire"          |
| 2014-2016 | Faking It          | Amy Raudenfeld   | Papel Principal               |
| 2014      | The Hungover Games | Katnive Everleen | Papel Secundario              |
| 2016      | Almost Friends     | Heather          | Papel Secundario              |